# ترينيداد (سفينة)

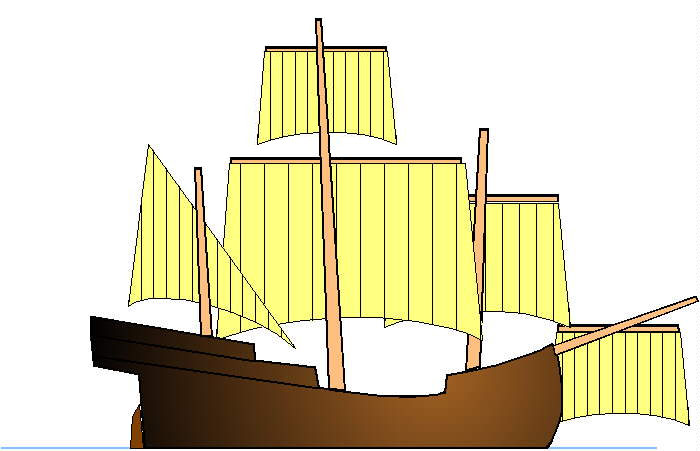

ترينيداد (بالأنكليزية:Trinidad) هي رائدة السفن التي قامت برحلات فرديناند ماجلان للتطواف البحري، على عكس القبطان إلكانو على متن فيكتوريا، والتي حاولت الإبحار شرقاً عبر المحيط الهادئ باتجاه إسبانيا الجديدة (المكسيك).
يبلغ وزن سفينة ترينيداد من 100 إلى 110 طن مع أشرعة مربعة على الواجهة الرئيسية وسواري، طاقمها الأصلي كان مؤلفاً من 61 بحاراً، بعد الموت وصل ماجلان وأحرق كونسيبسيون، وصلت فيكتوريا وترينيداد إلى تيدور في 8 تشرين الثاني 1521، وفي منتصف كانون الأول وحاولت كل من السفن الرحيل محملة بالقرنفل، ولكن ترينيداد تعرضت على الفور لمشكلة تسرب، أظهر الفحص أن المشكلة كانت خطيرة، وتم الاتفاق على أن فيكتوريا سيترك ترينيداد في إسبانيا لاجراء اصلاحات.
يوم 6 أبريل 1522 غادرت ترينيداد مدينة تيدور محملةً 50 طناً من القرنفل. كان قائد لها جونزالو غوميز دي اسبينوزا، ماجلان ألجويكال (سيد-في-الأسلحة)، وهو جندي جيد، وليس بحاراً. وبعد عشرة أيام وضع ترينيداد في واحدة من جزر ماريانا، ثم اتجهت شمال شرق البلاد. وكان اسبينوزا محاولة على ما يبدو للوصول إلى الغرب ولكن لم يجدها، ربما بسبب الرياح الموسمية الصيفية. وصل إلى 42 أو 43 درجة شمالاً بسبب تزايد سوء الأحوال الجوية، وانتشر مرض الاسقربوط مما أسفر عن مقتل 30 رجلاً في نهاية المطاف، وبقي فقط 20 بحاراً في السفينة. بعد خمسة أشهر من مغادرته، وصل إلى جزر الملوك.